# John Hay
John Milton Hay (Salem (Indiana), 8 oktober 1838 – Newbury (New Hampshire), 1 juli 1905) was een Amerikaans politicus. Hij was minister van Buitenlandse Zaken onder de presidenten William McKinley en Theodore Roosevelt.

## Levensloop

### Jeugd
Hays vader had een eigen artsenpraktijk. Vanaf 1849 woonde Hay bij zijn oom Milton in Pittsfield zodat hij de daar als goed bekendstaande plaatselijke school kon bezoeken. Milton Hay was weer bevriend met een lokale advocaat, Abraham Lincoln genaamd. Op kosten van zijn oom studeerde Hay aan de Brown University in Providence, Rhode Island. Het studeren ging hem goed af. In dezelfde tijd begon hij gedichten te schrijven en experimenteerde met hash. In 1858 behaalde hij een Master of Arts. Hij keerde terug naar Illinois en kreeg een baan in de advocatenpraktijk van zijn oom.

### Assistent van president Lincoln

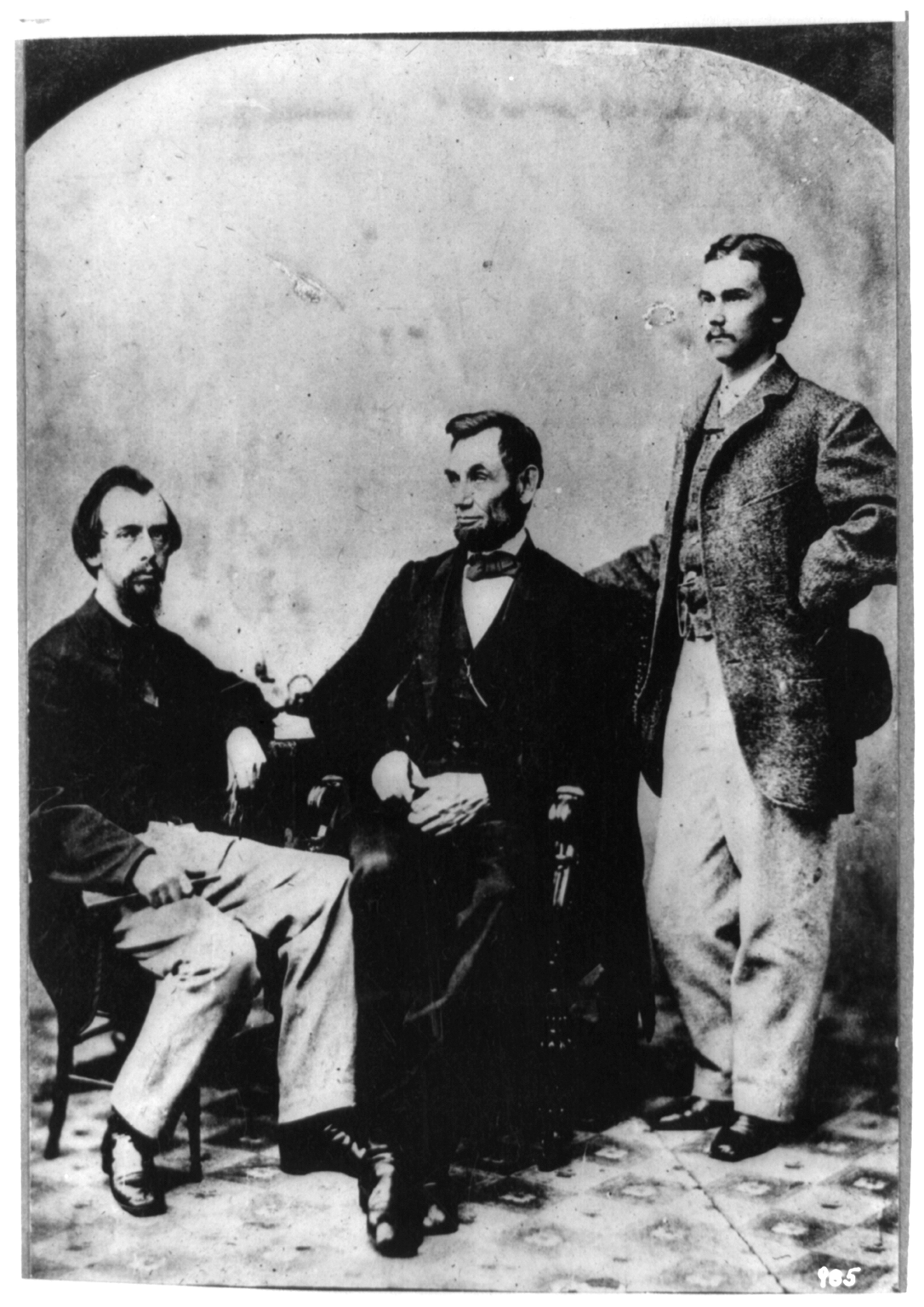
Een foto van president Lincoln met zijn assistenten John Nicolay (links) en John Hay (rechts)

Het advocatenkantoor was gevestigd naast de praktijk van Lincoln, op dat moment de rijzende ster binnen de Republikeinse Partij. Lincolns privésecretaris John George Nicolay had het druk met het beantwoorden van alle correspondentie en vroeg Hay om hulp. Hij werd ingeschakeld tijdens de presidentscampagne van 1860 en werkte zes maanden fulltime voor Lincoln. Hij schreef speeches en artikelen voor de krant. Na Lincolns overwinning ging Hay met hem mee naar Washington D.C.. In diezelfde tijd werd hij toegelaten tot de Balie van de staat Illinois.
Een aantal zuidelijke staten konden zich niet vinden in Lincolns verkiezing, vanwege diens wens de slavernij af te schaffen, en vormden de Geconfedereerde Staten van Amerika. Lincoln accepteerde dit niet. Het gevolg was oorlog. President Lincoln werkte hard en hield geen vakantie. Nicolay en Hay maakten daardoor lange dagen. Nicolay begeleidde Lincoln vaak in vergaderingen en bij gesprekken, terwijl Hay zorg droeg voor de correspondentie. Beide mannen hadden hun handen vol bij het afweren van baantjesjagers die een ontmoeting met de president wilde. Lincoln bouwde een goede band op met Hay, zeker na het overlijden van zijn eigen zoon Willie.
Lincoln stuurde Hay regelmatig op pad met een opdracht . Zo begeleidde hij in augustus 1861 first lady Mary Lincoln en haar kinderen tijdens een vakantie in New Jersey. Een maand later stuurde de president Hay naar generaal John Fremont. Deze had een aantal militaire blunders begaan en in Missouri een aantal slaven vrijgelaten zonder toestemming van bovenaf. Lincoln was daarover geïrriteerd, omdat hij juist de grensstaten als Missouri niet onnodig wilde provoceren, om ze bij de Unie te houden.
In januari 1864 stuurde de president Hay naar Florida. Lincoln had zijn Tien Procentplan gepresenteerd. Als minimaal tien procent van het electoraat de eed van trouw zou afleggen en de Emancipatie zou steunen, dan kregen zij toestemming om een bestuur te vormen waarbij ze konden rekenen op bescherming van de federale overheid. Florida leek vanwege de kleine bevolking een goed gebied om hiermee te experimenten. Het Unieleger leed echter een aantal nederlagen terwijl Hay daar was, waardoor hij noodgedwongen weer terugkeerde naar Washington D.C.
Na Lincolns herverkiezing eind 1864 lieten zowel Hay als Nicolay weten een nieuwe baan te ambiëren. Kort na Lincolns tweede inauguratie in maart 1865 benoemde hij Nicolay als consul en Hay als vice-consul op de Amerikaanse ambassade in Parijs. Beide mannen waren nog in Washington D.C. toen Lincoln op 14 april door John Wilkes Booth werd neergeschoten in Ford's Theatre. Zij waren op dat moment in het Witte Huis, maar haasten zich snel naar Petersen House, waar de president naar toe was gebracht. Hay zat aan zijn sterfbed toen Lincoln 's nachts overleed.

### Diplomaat
Hay zette aan het einde van juni 1865 alsnog koers richting Parijs. Hij diende daar onder ambassadeur John Bigelow. De werkdruk was niet hoog. Bigelow nam halverwege 1866 ontslag. Het was gebruikelijk dat Hay in zijn functie ook zijn ontslag zou aanbieden. Hem werd echter verzocht aan te blijven tot de nieuwe ambassadeur was gearriveerd. Hay bleef dus nog tot januari 1867 om zijn post. Hij vroeg de minister van Buitenlandse Zaken William Seward om een andere functie. Deze wilde hem benoemen tot ambassadeur in Zweden, maar had buiten president Andrew Jackson gerekend die zijn eigen kandidaat had.
Hay vervulde daarna nog een tijdelijke functie bij de Amerikaanse ambassade in Oostenrijk-Hongarije, maar had daarnaast veel tijd om door Europa te reizen. Uiteindelijk keerde hij terug naar de Verenigde Staten. De nieuwe regering van Ulysses S. Grant bedeelde hem met een functie op de Amerikaanse ambassade in Spanje. Hij hoopte dat hij de Amerikaanse ambassadeur Daniel Sickles kon ondersteunen bij het verkrijgen van Amerikaanse controle over de Spaanse kolonie Cuba, maar dat lukte niet. Hay stapte in september 1870 op, met als officiële reden het lage salaris. Zijn ervaringen in Spanje vormden de basis voor zijn eerste boek: Castilian Days.
Terwijl Hay nog in Spanje was kreeg hij een positie aangeboden als adjunct-hoofdredacteur bij de New York Tribune. Dit was een leidende, progressieve krant van New York, met een grote oplage. Hij schreef aanvankelijk commentaren, maar na verloop van tijd ook nieuwsverslagen. Zo reisde hij in oktober 1871 naar Chicago om daar verslag te doen van de Grote Brand.

### Zakenman
In New York maakte Hay kennis met Clara Stone, dochter van multimiljonair en spoorwegtycoon Amasa Stone. Zij trouwden in 1874. Hays schoonvader had iemand nodig om toezicht te houden op zijn investeringen en vroeg zijn nieuwste familie daarvoor. In december 1876 vond er een grote treinramp plaats door een ingestorte brug in Ohio, waarbij 92 doden vielen. Het was de ergste treinramp in de Amerikaanse geschiedenis tot dan toe en Stone kreeg de schuld in de schoenen geschoven. Amasa Stone vertrok naar Europa, terwijl Hay de dagelijkse leiding van het bedrijf overnam. In de zomer van 1877 kreeg hij te maken met spoorwegstakingen. Zijn ongenoegen daarover ventileerde hij in zijn enige roman The Bread-Winners (1883).
Hay steunde in 1876 James Blaine bij diens gooi naar het presidentschap. In plaats daarvan kozen de Republikeinen voor Rutherford Hayes, gouverneur van Ohio. Deze versloeg de Democraat Samuel Tilden. Hay stuurde de nieuwe president een gouden ring, met daarin een paar haren van George Washington, iets wat Hayes erg waardeerde. Een ambassadeurschap in Duitsland ging echter aan zijn neus voorbij omdat minister van Buitenlandse Zaken William Evarts vond dat hij te weinig politieke ervaring had.

### Onderminister van Buitenlandse Zaken
Onderminister van Buitenlandse Zaken Frederick Seward trad in oktober 1879 terug. Hay kreeg diens functie aangeboden, waarmee hij na enige aarzeling akkoord ging. Hij overwoog zich namelijk voor het Congres verkiesbaarbaar te stellen. De nieuwe president James Garfield vroeg Hay om advies voor een aantal benoemingen. Hij bood Hay zelf de baan aan van privésecretaris, waarvoor deze bedankte. Hij verliet de politiek en vervulde daarna een aantal maanden de rol van waarnemend hoofdredacteur van de New York Tribune.

### Schrijver
Na zijn terugtreden zou het tot 1897 duren voordat hij weer een politieke functie zou bekleden. Zijn schoonvader pleegde in 1883 zelfmoord, waardoor Hay en zijn vrouw een fortuin erfden. Zij brachten doorgaans meerdere maanden per jaar in Europa door. Ook stak Hay veel tijd in een biografie van Lincoln die hij samen met Nicolay schreef. Het eerste deel verscheen in 1886, het tiende en laatste deel in 1890. Zij kregen toegang van zijn erfgenamen tot diens privéarchief.

### Supporter van McKinley
Hay bleef actief binnen de Republikeinse Partij. Hij steunde verschillende kandidaten financieel. In 1884 steunde hij wederom Blaine tijdens diens presidentscampagne. In 1888 schaarde hij zich noodgedwongen achter Benjamin Harrison, omdat zijn favoriet John Sherman geen kans maakte tijdens de Republikeinse Conventie. Hay was tevens een vroege supporter van William McKinley. Hij steunde hem in 1889 in zijn niet-succesvolle poging om gekozen te worden als voorzitter van het Huis van Afgevaardigden. Tijdens de Paniek van 1893 dreigde McKinley, inmiddels gouverneur van Ohio, persoonlijk failliet te gaan. Hay hielp hem door drieduizend dollar te doneren. Tijdens de presidentsverkiezingen van 1896 nam McKinley het op tegen de Democraat William Jennings Bryan, wie hij met gemak versloeg.
President McKinley benoemde Hay tot ambassadeur naar Groot-Brittannië. Hij poogde onder andere een conflict over de zeehondenjacht rond Alaska op te lossen. De VS vonden dat zij daar het alleenrecht op had, terwijl de Canadezen vonden dat iedereen vrij was er jacht op te maken (Groot-Brittannië was op dat dat moment nog verantwoordelijk voor het buitenlands beleid van Canada). Beide landen kwamen er samen niet uit. Wel slaagde Hay erin een toezegging van de Britten te krijgen dat zij zich niet zouden mengen in een eventueel Spaans-Amerikaans conflict. Kort daarna brak de Spaans-Amerikaanse Oorlog uit.
Minister van Buitenlandse Zaken John Sherman was in april 1898 vervangen door zijn onderminister William Day, die feitelijk niet meer was als een tussenpaus. Hay ontving in augustus 1898 bericht dat Day de vredesbesprekingen met Spanje zou leiden en dat hij hem zou opvolgen als minister van Buitenlandse Zaken. Hij werd op 30 september 1898 ingezworen.

## Minister van Buitenlandse Zaken

### Spaanse koloniën
Op het moment dat Hay aantrad was de oorlog met Spanje zo goed als afgelopen. Spanje werd van haar laatste overzeese gebieden afgeholpen. Het Verdrag van Parijs werd in december 1898 gesloten tussen de VS en Spanje. Spanje kreeg 20 miljoen dollar in ruil voor de Filipijnen, Puerto Rico en Guam. Cuba werd onafhankelijk door het Teller-amendement.

### China
Aan het einde van de 19e eeuw was China een belangrijke handelspartner geworden van de meeste westerse landen en Japan. Verschillende landen, waaronder Rusland, Duitsland en Groot-Brittannië hadden hun eigen enclaves gevestigd langs de Chinese kust, bekend als de zogeheten vrijhavens. China had niet de militaire mogelijkheden om daar iets tegen te doen.
Hay wilde voorkomen dat een van de landen zijn invloedssfeer zou uitbreiden ten koste van andere landen. Dat zou namelijk ook meteen ten koste gaan van het Amerikaanse (handels)belang in de regio, aangezien de Verenigde Staten geen basis hadden in China. Tegelijkertijd kwam Hay hiermee tegemoet aan bezwaren van anti-imperialisten binnen de Amerikaanse politiek. Dit beleid stond bekend onder de naam Open Door-beleid.
De westerse landen hielden echter geen rekening met de nationalistische sentimenten in China zelf. In januari 1900 brak de Bokseropstand. Dit was een beweging die gericht was tegen de buitenlandse invloeden op het vlak van handel, politiek, religie en technologie. Westerlingen, Japanse en Chinese christenen werden aangevallen. Er werden zo'n 500 buitenlanders, vooral zendelingen en missionarissen, vermoord. Na de moord op een Duitse diplomaat en onderhandelaar belegerden de Boksers de diplomatenwijk in de hoofdstad Peking.
De buitenlandse diplomaten waren afgesneden van contact met de buitenwereld, waardoor het vermoeden bestond bij de Amerikaanse regering dat ze allen vermoord waren. Hay stuurde via de Chinese ambassadeur in de Verenigde Staten een bericht aan de Chinese regering dat zij beter voor haar eigen bestwil kon meewerken. Uiteindelijk werd een internationale in
interventiemacht gestuurd, waaronder tweeduizend Amerikanen, die aan het belg een einde maakte. China werd daarna gedwongen tot grootschalige herstelbetalingen

### Relatie met McKinley
Vicepresident Garret Hobart overleed in november 1899. Hay was daardoor – volgens de toenmalige wetgeving – de eerste in lijn van presidentiële opvolging. In 1900 werd McKinley herkozen, met Theodore Roosevelt als running mate. Hay vergezelde de president halverwege 1901 tijdens een treinreis door het hele landen. Beide mannen zagen voor het eerst in hun leven de Stille Oceaan. De zomer van 1901 was voor Hay tragisch, vanwege het overlijden van zijn oudste zoon Adelbert. Deze stond op het punt aan de slag te gaan als zijn privésecretaris, maar overleed door de val uit het raam.
President McKinley werd op 6 september 1901 neergeschoten door een anarchist. Aanvankelijk leek hij te herstellen, maar acht dagen later overleed hij alsnog. Hay had hem in de tussentijd nog bezocht. Hay bood zijn ontslag aan bij de nieuwe president, maar Roosevelt liet hem meteen bij aankomst in Washington D.C. weten dat hij wilde dat Hay aanbleef.

### Aanleg Panamakanaal
Al als onderminister was Hay geïnteresseerd in de aanleg van een kanaal in Centraal-Amerika die de Stille Oceaan met de Atlantische Oceaan zou verbinden. President Hayes was alleen geïnteresseerd als het aan te leggen kanaal volledig onder Amerikaanse controle zou komen te staan. In het Clayton–Bulwer-verdrag uit 1850, dat de VS en Groot-Brittannië hadden gesloten, werd dat echter verboden. In 1900 sloot Hay een nieuw akkoord met de Britse ambassadeur Julian Pauncefot. Daarin kreeg de VS toestemming voor de bouw van een kanaal, maar werd het haar verboden om in tijden van oorlog andere landen de toegang te ontzeggen. De Senaat kon zich niet vinden in die laatste voorwaarde en amendeerde het verdrag. De Britten waren daar niet blij mee, maar gingen uiteindelijk akkoord.
De Fransen waren eerder al begonnen met de aanleg van het kanaal in Panama, destijds nog een provincie van Colombia. Het project lag echter stil. Hay sloot een verdrag met de Colombiaanse ambassadeur Tomás Héran. Colombia zou tien miljoen dollar krijgen voor het recht om een kanaal aan te leggen om haar grondgebied. Daar bovenop volgde jaarlijks een kwart miljoen dollar. De Colombiaanse Senaat ging echter niet akkoord met het verdrag.
Toen de Colombiaanse regering zich verzette tegen de Amerikaanse wens (én bijhorende eisen) om een doorvaart mogelijk te maken, ging president Theodore Roosevelt in 1903 de Panamese onafhankelijkheidsbeweging steunen. De Amerikaanse vloot maakte het de Colombiaanse troepen onmogelijk om naar Panama-Stad te komen, want de weg over land, door de oerwouden, was vrijwel ontoegankelijk. De "vrijheidsstrijders" konden dus bijna ongehinderd de macht grijpen. Met de nieuwe Panamese regering kwamen de Verenigde Staten wel tot een akkoord: het Hay-Bunau-Varilla-verdrag waarmee de Verenigde Staten de beschikking kregen over een strook land van 16 kilometer breed van kust tot kust. Het eerste schip voer in 1914 door het kanaal.

## Laatste maanden
President Roosevelt vroeg Hay in de herfst van 1904 om voor een tweede termijn beschikbaar te zijn. Hay vroeg bedenktijd, maar kreeg deze niet. Twee dagen na zijn vraag maakte Roosevelt bekend dat Hay op zijn post zou blijven.
Intussen ging de gezondheid van Hay snel achteruit. Hij treurde nog steeds veel om het verlies van zijn oudste zoon. Ten tijde van Roosevelt inauguratie in maart 1905 was zijn gezondheid zo slecht dat hij op advies van een vriend naar Europa reisde samen met zijn vrouw. Daar had hij nog verschillende ontmoetingen: met de Britse koning Eduard VII, de Belgische koning Leopold II en de Franse minister van Buitenlandse Zaken Théophile Delcassé.
Op de terugweg naar de Verenigde Staten was het Hay wel duidelijk dat hij niet lang meer te leven had. Hij bezocht nog eenmaal Washington D.C. om afscheid te nemen van de president, voordat hij op 1 juli 1905 in New Hampshire aan de gevolgen van hartfalen overleed.
Jefferson ·
Randolph ·
Pickering ·
Marshall ·
Madison ·
Smith ·
Monroe ·
Adams ·
Clay ·
Van Buren ·
Livingston ·
McLane ·
Forsyth ·
Webster ·
Upshur ·
Calhoun ·
Buchanan ·
Clayton ·
Webster ·
Everett ·
Marcy ·
Cass ·
Black ·
Seward ·
Washburne ·
Fish ·
Evarts ·
Blaine ·
Frelinghuysen ·
Bayard ·
Blaine ·
Foster ·
Gresham ·
Olney ·
Sherman ·
Day ·
Hay ·
Root ·
Bacon ·
Knox ·
Bryan ·
Lansing ·
Colby ·
Hughes ·
Kellogg ·
Stimson ·
Hull ·
Stettinius ·
Byrnes ·
Marshall ·
Acheson ·
Dulles ·
Herter ·
Rusk ·
Rogers ·
Kissinger ·
Vance ·
Muskie ·
Haig ·
Shultz ·
Baker ·
Eagleburger ·
Christopher ·
Albright ·
Powell ·
Rice ·
Clinton ·
Kerry ·
Tillerson ·
Pompeo ·
Blinken
- Bibsys: 13039582
- Biblioteca Nacional de España: XX1269094
- Bibliothèque nationale de France: cb13188827k (data)
- Catàleg d'autoritats de noms i títols de Catalunya: 981058608521806706
- Gemeinsame Normdatei: 118773496
- International Standard Name Identifier: 0000 0000 8156 7607
- Library of Congress Control Number: n80002568
- MusicBrainz: d1c3bc13-50d6-45ff-9b23-96c773122397
- National Archives and Records Administration: 10582680
- Nationale bibliotheek van Australië: 35180557
- Nationale Bibliotheek van Israël: 987007310745705171
- Nationale Bibliotheek van Polen: a0000001940134
- Nederlandse Thesaurus van Auteursnamen: 070539529
- Réseau des bibliothèques de Suisse occidentale: 02-A012413331
- Istituto Centrale per il Catalogo Unico: USMV638661
- SNAC: w6t152r6
- Système universitaire de documentation: 035427191
- Trove: 854444
- Virtual International Authority File: 76456718
- WorldCat: E39PBJghjMVFmGMxX76mHHYVmd